# حدبه
حدبه یک روستا در ایران است که در دهستان بوزی واقع شده‌است. حدبه ۲۷۲ نفر جمعیت دارد.